# Рупальская стена
Рупальская стена — юго-восточный склон вершины Нанга-Парбат (8 125 м), одного из наиболее опасных для восхождения восьмитысячников мира, расположенного в северо-западной части Гималаев. Перепад высот от подножия до вершины около 4 500 м — это одна из самых больших и наиболее опасных из скально-ледовых стен в мире. Средняя крутизна стены около 40°. В верхней трети стены крутизна увеличивается до 50°, а на некоторых участках, таких как кулуар Меркля, доходит до 90°. 
По геологическому составу стена состоит преимущественно из гнейсовых пород, образовавшихся в результате движения земной коры и температурного воздействия магматических пород. Собственно наличием гнейса, по мнению геолога П. Миша, и объясняется её образование.

## Восхождения
Помимо технических трудностей, главными препятствиями при восхождении на вершину по Рупальской стене являются местные климатические условия высокогорья, сильно затрудняющие подъём и угрожающие лавинами и оползнями.
Первая попытка восхождения на вершину Нанга-Парбат по Рупальской стене была предпринята в 1964 году экспедицией альпинистов из ФРГ под руководством Карла Херлигкоффера. Попытка была предпринята спустя два года после их успешного подъёма на эту же вершину со стороны ледника Диамир. Сложные погодные условия, приведшие к серьёзным обморожениям и травмам некоторых участников, вынудили альпинистов повернуть обратно с высоты 5 800 м. По этой же причине не удалась попытка восхождения и в 1968 году. Двое альпинистов — В. Шлоц и Питер Штольц — достигли высоты 7 100 м и вернулись в базовый лагерь.
Впервые Рупальская стена была пройдена в 1970 году немецкой экспедицией Карла Херлигкоффера. Как и во время предыдущих попыток восхождения, погода не благоволила альпинистам. Установка промежуточных лагерей проходила медленно, а сама экспедиция сопровождалась многочисленными спорами между её участниками и руководителем. 27 июня участники экспедиции Райнхольд Месснер и его брат Гюнтер достигли вершины в альпийском стиле (без закрепления стационарных перил на ключевых участках маршрута). Не решившись на спуск по тому же пути, братья Месснеры начали спускаться со стороны ледника Диамир. Во время спуска Гюнтер погиб в снежной лавине (его тело было найдено лишь в 2005 году). На следующий день, 28 июня, вершины достигли Феликс Куен и Питер Штольц. Последние двое благополучно вернулись назад. Маршрут восхождения по Рупальской стене был назван впоследствии именем Месснера. В 2010 году об этом восхождении режиссёром Йозефом Фильсмайером был снят фильм «Нанга-Парбат».
Позже по маршруту Месснера было совершено несколько неудачных попыток восхождения. В 1984 году пропали без вести три участника японской экспедиции — вероятно, они были погребены в снегах кулуара Мёркла, самой отвесной части стены. Помня о том, что немецкая экспедиция не дождалась Райнхольда Месснера, посчитав того погибшим, члены японской группы на всякий случай оставили для своих пропавших товарищей рюкзак со снаряжением.
Всего к 1988 году было предпринято четыре неудачные попытки. В 1988 году новый вызов Рупальской стене бросила группа из четырёх альпинистов. Барри Бланчард, Кевин Дойль, Уорд Робинсон и Марк Твайт смогли дойти до высоты 7 850 м, но когда они находились в 300 м от вершины, восхождение было остановлено из-за бури, срывавшей со склонов горы лавины. Спускаясь вниз, группа из-за усталости и несогласованности действий потеряла часть снаряжения и, что главное, — две оставшихся верёвки, без которых благополучный спуск был вряд ли возможен. Переночевав в вырытой в снегу пещере (палатки к тому времени также были утеряны), альпинисты обнаружили, что им предстоит спуститься 4 000 м по отвесной стене. Как позже писал Марк Твайт, надежды на выживание почти не оставалось. По счастливой случайности на высоте 6 600 м они обнаружили рюкзак, который оставила для своих пропавших товарищей покидающая стену японская экспедиция. Старый, потрёпанный рюкзак, висел на крючке над пропастью. В нём оказалось 60 крючьев, дюжина ледобуров, несколько плиток шоколада и, самое главное, две 50-метровые верёвки. Вечером следующего дня все четверо спустились в свой базовый лагерь.
В XXI веке улучшение технических характеристик снаряжения сделало возможными восхождения совсем маленьких групп. В 2004 году попытку восхождения по Рупальской стене предприняли Стив Хаус и Брюс Миллер. Альпинисты смогли дойти до высоты 7 470 м, однако ухудшение здоровья Хауса вынудило их повернуть назад.
В июле 2005 года успешное восхождение на Нанга-Парбат было совершено двумя корейскими альпинистами, которые шли вверх по маршруту Месснера, но спускались уже по Диамирской стене. В августе того же года словенский альпинист Томаш Хумар оказался заперт в сугробах на склоне Рупальской стены на высоте 6 300 м. Из-за плохих погодных условий он шесть суток был вынужден ждать помощи спасателей.

Всю ночь шёл дождь. Ждали утра, как, наверное, ждут судного дня.
Томаш позвонил в 8:30. Пятая ночёвка в ледовой ловушке почти сломила его: «Если погода не улучшится, я не протяну здесь. Это больше не бивуак, всё течёт по мне, потом примерзает». Ночью в спальнике температура была −5С. Чтобы согреться он пытается двигаться, насколько это возможно. Борьба со снегом, всё более сужающим «жилое» пространство, продолжалась всю ночь. Доктор Анда настаивает, чтобы он пил как можно больше тёплой жидкости (талый снег, воду, чай), но за весь вчерашний день Томаш выпил менее литра воды. Слишком сложно готовить на том клочке, где он сейчас. К тому же Томаш расходует последний баллон. — Сообщение о событиях из базового лагеря— 
Томаш Хумар погиб осенью 2009 года при восхождении на гору Лантанг Лирунг в Непале.
В начале сентября 2005 года свою повторную попытку восхождения предпринял Стив Хаус, теперь уже в паре с Винсом Андерсоном. Пройдя акклиматизацию у подножья горы в конце августа, альпинисты двинулись в путь 1 сентября. Первые два дня они шли по прошлогоднему маршруту Хауса и Миллера, однако дальше из-за обилия снежных сугробов двигаться по проложенному пути стало невозможно. Изменив маршрут, альпинисты продолжили подниматься по леднику в центре стены и вскоре оказались на покатом заснеженном склоне. 6 сентября начался финальный этап восхождения. Глубокий и рыхлый снег сперва сильно затруднял подъём, однако ближе к пику идти стало легче, и к концу дня они добрались до вершины. Немного отдохнув и высушив мокрые вещи, Хаус и Андерсон начали спуск в базовый лагерь, который занял два дня. По словам Хауса, на последнем этапе спуска альпинисты, могли уже видеть костры и слышать звуки барабанов жителей местной деревни, наблюдавших за ними в бинокль.
В июле 2006 года подъём по Рупальской стене сумел совершил венесуэлец Хосе Антонио Дельгадо, однако из-за непогоды он не смог спуститься вниз. Тело альпиниста было найдено группой высотных шерпов недалеко от его палатки шесть суток спустя.
15 июля 2008 года итальянский альпинист Карл Унтеркирхер во время подъёма по стене упал в трещину. Остальные члены его группы, Симон Керер и Уолтер Нонс, были спасены частями пакистанской армии.
12 июля 2009 года подняться на Нанга-Парбат попробовала 42-летняя южнокорейская альпинистка Го Ми Янг, которая шла к статусу первой женщины, совершившей восхождения на все 14 восьмитысячных вершины мира. Она сорвалась при спуске с Рупальской стены и погибла.